# Backstreet's Back
| Recensione | Giudizio |
| ---------- | -------- |
| AllMusic   |          |

Backstreet's Back è il secondo album in studio del gruppo musicale statunitense Backstreet Boys, pubblicato internazionalmente il 12 agosto 1997 dalla Jive Records, ad eccezione degli Stati Uniti, per i quali fu realizzata una versione aggiungendo alcuni brani del precedente album.
Sulla scia del fortunato album di debutto, Backstreet's Back raggiunse la vetta delle classifiche di molti paesi, consolidando il successo dei BSB in Europa ed estendendolo negli Stati Uniti. Da quest'album provengono le hit Everybody (Backstreet's Back), As Long as You Love me, e All I Have to Give.

## Tracce
L'album ha diverse tracklist di paese in paese. La versione tedesca (o europea) è generalmente considerata la tracklist "standard" dell'album. Le bonus track, a differenza dell'album di debutto, sono state inserite per ultime.
Edizione europea
1. Everybody (Backstreet's Back) – 3:47 (Denniz PoP, Max Martin)
2. As Long as You Love Me – 3:41 (Max Martin)
3. All I Have to Give – 4:35 (Full Force)
4. That's the Way I Like It – 3:40 (Denniz PoP, Max Martin, Herbert Crichlow)
5. 10.000 Promises – 4:04 (Max Martin)
6. Like a Child – 5:06 ("Fitz" Gerald Scott)
7. Hey, Mr. D.J. (Keep Playin' This Song) – 4:25 (Timmy Allen, Larry Campbell, Jolyon Skinner)
8. Set Adrift on Memory Bliss – 3:31 (Attrell Cordes, Gary Kemp)
9. That's What She Said – 4:05 (Brian Littrell)
10. If You Want It to Be Good Girl (Get Yourself a Bad Boy) – 4:51 (Robert John "Mutt" Lange)
11. If I Don't Have You – 4:34 (Timmy Allen, Gary Baker, Wayne Perry)

Edizione canadese
In Canada, Anywhere for You non fu inserita nel primo album, e fu quindi messa nel secondo come decima traccia.
Edizione giapponese
In Giappone, Missing You fu aggiunta come quarta traccia, e Everybody (Matty's Club Mix) come ultima traccia.
Edizione inglese ed asiatica
In Inghilterra e Asia, Missing You fu aggiunta come quarta traccia, e All I Have to Give (Part 2 - The Conversation Mix) fu aggiunta come dodicesima traccia. Inoltre l'album non era in versione enhanced ma comunque alla fine dell'album veniva riporta una traccia audio con una intervista alla band.

### Box set
Fu fatta una versione boxed set per Inghilterra e Asia, con le stesse canzoni ma con un disco bonus. Questa edizione fu distribuita come Edizione Natalizia in Australia. Le tracce sono:
1. Christmas Time – 4:07
2. As Long as You Love Me – 3:32
3. Quit Playing Games (with My Heart) – 6:47

## Classifiche
| Classifica (1997-1998)                                  | Posizione massima |
| ------------------------------------------------------- | ----------------- |
| Australia (ARIA Charts)                                 | 2                 |
| Austria (Ö3 Austria Top 40)                             | 1                 |
| Belgio (Fiandre) (Ultratop)                             | 1                 |
| Belgio (Vallonia) (Ultratop)                            | 1                 |
| Canada Billboard                                        | 1                 |
| Danimarca (Track Top-40)                                | 1                 |
| European Top 100 Albums Chart                           | 1                 |
| Francia (Syndicat national de l'édition phonographique) | 22                |
| Finlandia (Suomen virallinen lista)                     | 1                 |
| Germania (Offizielle Top 100)                           | 1                 |
| Ungheria (MAHASZ)                                       | 1                 |
| Islanda (Tonlist)                                       | 12                |
| Irlanda (IRMA)                                          | 5                 |
| Italia (FIMI)                                           | 5                 |
| Giappone (Oricon)                                       | 23                |
| Malesia (IFPI)                                          | 1                 |
| Nuova Zelanda (RMNZ)                                    | 2                 |
| Norvegia (VG-lista)                                     | 1                 |
| Paesi Bassi (MegaCharts)                                | 1                 |
| Portogallo (AFP)                                        | 4                 |
| Regno Unito (Official Charts Company)                   | 1                 |
| Spagna (PROMUSICAE)                                     | 1                 |
| Svezia (Sverigetopplistan)                              | 1                 |
| Svizzera (Schweizer Hitparade)                          | 1                 |
| Taiwan Albums (IFPI)                                    | 1                 |
| Zimbabwe (ZIMA)                                         | 8                 |